# ليونارد كرايغر
ليونارد كرايغر (بالإنجليزية: Leonard Krieger)‏ هو مؤرخ أمريكي، ولد في 1918 في نيوآرك في الولايات المتحدة، وتوفي في 1990.